# غیرخداباوری
غیرخداباوری (به انگلیسی: Nontheism) طیفی از باورهای دینی و غیردینی است که اعتقادی به خدا یا خدایان ندارد. این تعریف عام (فراگیر)، کسانی را که به وجود خدا باور ندارند (خداناباوران) و نیز کسانی را که نسبت به وجود داشتن یا نداشتن خدا ندانم‌گرا هستند (ندانم‌گرایان)، در بر می‌گیرد.
هرچند برای نمونه مایکل مارتین، ندانم‌گرایان را بی‌خدایان ضعیف می‌داند، بیشتر ندانم‌گرایان، دیدگاه خود را مستقل از بی‌خدایی می‌دانند و از نظرشان بی‌خدایی به اندازهٔ خداباوری، دیدگاهی اثبات‌نشده است.
دین‌های خداناباور هم، زیرمجموعه خداناباوری هستند.